# RLA
RLA fue un estudio de 1974 sobre una familia de cohetes modulares soviéticos propulsados por oxígeno líquido y queroseno llevado a cabo por Glushko. El estudio fue rechazado en 1976 a favor de los lanzadores Zenit y Energía.
Los RLA fueron diseñados para suplir las necesidades militares, especificadas en 1973 en el plan Poisk, y por la necesidad de reemplazar al fallido cohete N1 y a los cohetes de la generación anterior. Uno de los requisitos era el uso de propelentes no tóxicos, como oxígeno líquido y el queroseno.
Los lanzadores eran modulares y utilizaban motores y cuerpos comunes, y podían agruparse.

## Versiones

### RLA-120
Lanzador de capacidad media.

#### Especificaciones
- Carga útil: 30.000 kg a LEO (500 km de altura, 97 grados de inclinación orbital).
- Empuje en despegue: 11.000 kN
- Masa total: 980.000 kg
- Diámetro: 6 m
- Longitud total: 45 m

### RLA-135
Lanzador pesado para órbitas bajas. Utilizaría etapas agrupadas.

#### Especificaciones
- Carga útil: 100.000 kg a LEO (185 km de altura, 52 grados de inclinación orbital).
- Empuje en despegue: 32.000 kN
- Masa total: 980.000 kg
- Diámetro: 6 m
- Longitud total: 45 m

### RLA-150
Lanzador pesado. Utilizaría etapas agrupadas.

#### Especificaciones
- Carga útil: 250.000 kg a LEO (185 km de altura, 52 grados de inclinación orbital).
- Empuje en despegue: 65.000 kN
- Masa total: 6.000.000 kg
- Diámetro: 6 m
- Longitud total: 45 m